# كريس موريس (لاعب كرة قدم)
كريس موريس (بالإنجليزية: Chris Morris)‏ (و. 1983  م) هو لاعب كرة قدم أمريكية، من الولايات المتحدة، يلعب كمركز ‏.

## التعليم
تعلم في جامعة ولاية ميشيغان.